# 以色列地

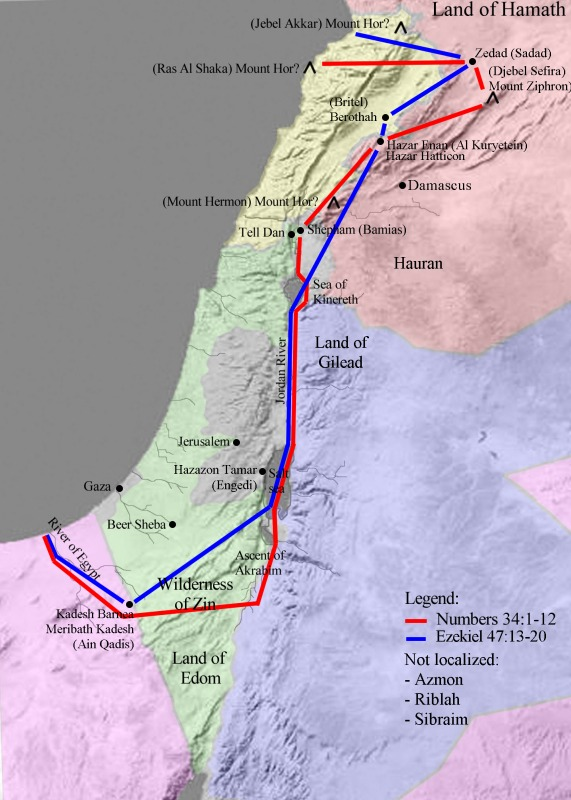
以色列地的地理位置
紅色線：民34:1-12記載的迦南地
藍色線：西47:13-20記載的新地境界

以色列地（希伯來語：אֶרֶץ יִשְׂרָאֵל），大致位於現今的地中海东部区域。《圣经》中，宗教和历史的近意詞包括迦南地、应许之地、圣地，相當于今日的巴勒斯坦地區。
这一领土的界限的定义圣经章节之间变化，詳見《创世记》第15章，《出埃及记》第23章，《民数记》第34章和《以西结书》第47章。聖經的其他部分，將以色列人落脚地範圍称为從但到別是巴； 在《列王紀上》第8章65節，關於範圍的指涉則寫道從哈馬口直到埃及小河。
以色列地，位於今天的黎凡特地區，現今於該地的國家，包括以色列、黎巴嫩、敘利亞和約旦等。